# Melécio de Antioquia
Melécio de Antioquia (em grego:  Μελέτιος) foi um bispo cristão e Patriarca de Antioquia de 360 até sua morte. Seu firme apoio aos nicenos na Igreja levaram-no três vezes ao exílio sob imperadores romanos arianos. Um de seus últimos atos foi presidir o Primeiro Concílio de Constantinopla em 381.
A vida ascética de Melécio foi especialmente notável dada sua grande riqueza pessoal. Ele é venerado como santo e confessor tanto na Igreja Católica quanto na Igreja Ortodoxa.

## Vida e obras
Ele nasceu em Melitene, na Armênia Menor, de pais ricos e nobres. Ele aparece nos registros pela primeira vez em ca. 357 como um dos aliados de Acácio, bispo de Cesareia, o líder do partido entre os bispos que apoiavam a fórmula homoiana através da qual o imperador Constâncio II buscou o meio-termo entre os homoousianos e os homoiousianos. A ideia que Deus e Jesus Cristo são de "essências similares" ou "da mesma essência" (ousia). Melécio assim debutou como um clérigo do partido da corte e, como tal, se tornou bispo de Sebaste sucedendo Eustácio, a que o sínodo de Melitene depôs por seu homoousianismo (credo de Niceia, trinitário), que então eles consideraram herético. Porém, esta nomeação provocou ressentimento entre os homoianos, e Melécio acabou se retirando para a Beroia.
De acordo com Sócrates Escolástico, ele compareceu ao Concílio de Selêucia no outono de 359 e subscreveu a fórmula acaciana. No início de 360 ele se tornou bispo de Antioquia, sucedendo Eudóxio, que por sua vez foi transferido para Constantinopla. No início do ano seguinte, ele já estava exilado. De acordo com uma antiga tradição, suportada por evidência obtida em Epifânio e João Crisóstomo, o motivo foi um sermão que ele pregou para o imperador Constâncio II, no qual ele revelou sua visão homoousiana. Esta explicação, porém, foi rejeitada por G. F. Loofs - o sermão não contém nada inconsistente com a posição acaciana que o partido da corte imperial favorecia. Por outro lado, há evidência de conflitos entre os clérigos, bem distantes de questões de ortodoxia doutrinária, que podem ter levado ao exílio do bispo Melécio.

### Cisma Meleciano
O sucessor de Melécio foi Euzoio, que tinha - juntamente com Ário - caído no banimento de Atanásio. Na própria Antioquia, Melécio continuou tendo seguidores, que mantinham missas separadas na igreja apostólica da cidade velha. O cisma meleciano se complicou, além disso, pela presença na cidade de outra seita antiariana, aderentes ainda mais estritos da fórmula homoousiana, mantendo a tradição do bispo Eustácio, deposto, e liderados na época pelo presbítero Paulino, bispo de Antioquia.
O Concílio de Alexandria (362) enviou delegados para tentar um acordo entre as duas igrejas antiarianas. Mas antes que eles chegassem, Paulino tinha sido consagrado bispo por Lúcifer de Cálhari, quando Melécio retornou por conta do imperador Juliano, o Apóstata. Uma política de confrontação era a norma na cidade e ele se encontrou como um de três bispos rivais. O partido ortodoxo, fiel ao credo de Niceia, notadamente o próprio Atanásio de Alexandria, mantiveram a comunhão apenas com Paulino, duas vezes (365 e 371/372). Melécio foi então novamente exilado por decreto do imperador Valente. Uma complicação a mais se somou em 375 quando Vitálio, um dos presbíteros de Melécio, foi consagrado bispo pelo herético Apolinário de Laodiceia.
Enquanto isso, sob a influência da situação, Melécio foi se tornando cada vez mais simpático às visões do credo de Niceia. Basílio de Cesareia, desistindo da causa de Eustácio, passou a defender a de Melécio que, retornando em triunfo para Antioquia após a morte de Valente, foi aclamado como líder da ortodoxia oriental. Nesta posição, ele presidiu em outubro de 379 um grande Concílio em Antioquia, no qual o acordo dogmático foi estabelecido. Ele ajudou Gregório de Nazianzo na sé de Constantinopla e o consagrou bispo. Por fim, ele presidiu também o Primeiro Concílio de Constantinopla em 381.
Ele morreu logo após a abertura do concílio e o imperador Teodósio I, que tinha recebido-o com especial distinção, ordenou que seu corpo fosse levado para Antioquia e enterrado com as honras de um santo. O cisma meleciano, porém, não terminou com a sua morte. A despeito do conselho de Gregório de Nazianzo e da igreja ocidental, o reconhecimento de Paulino como único bispo foi recusado e Flaviano foi consagrado como sucessor de Melécio. Os eustacianos, por outro lado, elegeram Evágrio como bispo quando Paulino morreu. Apenas em 415 que Alexandre I de Antioquia teve sucesso em reunir novamente a Igreja.